# علم تركمانستان

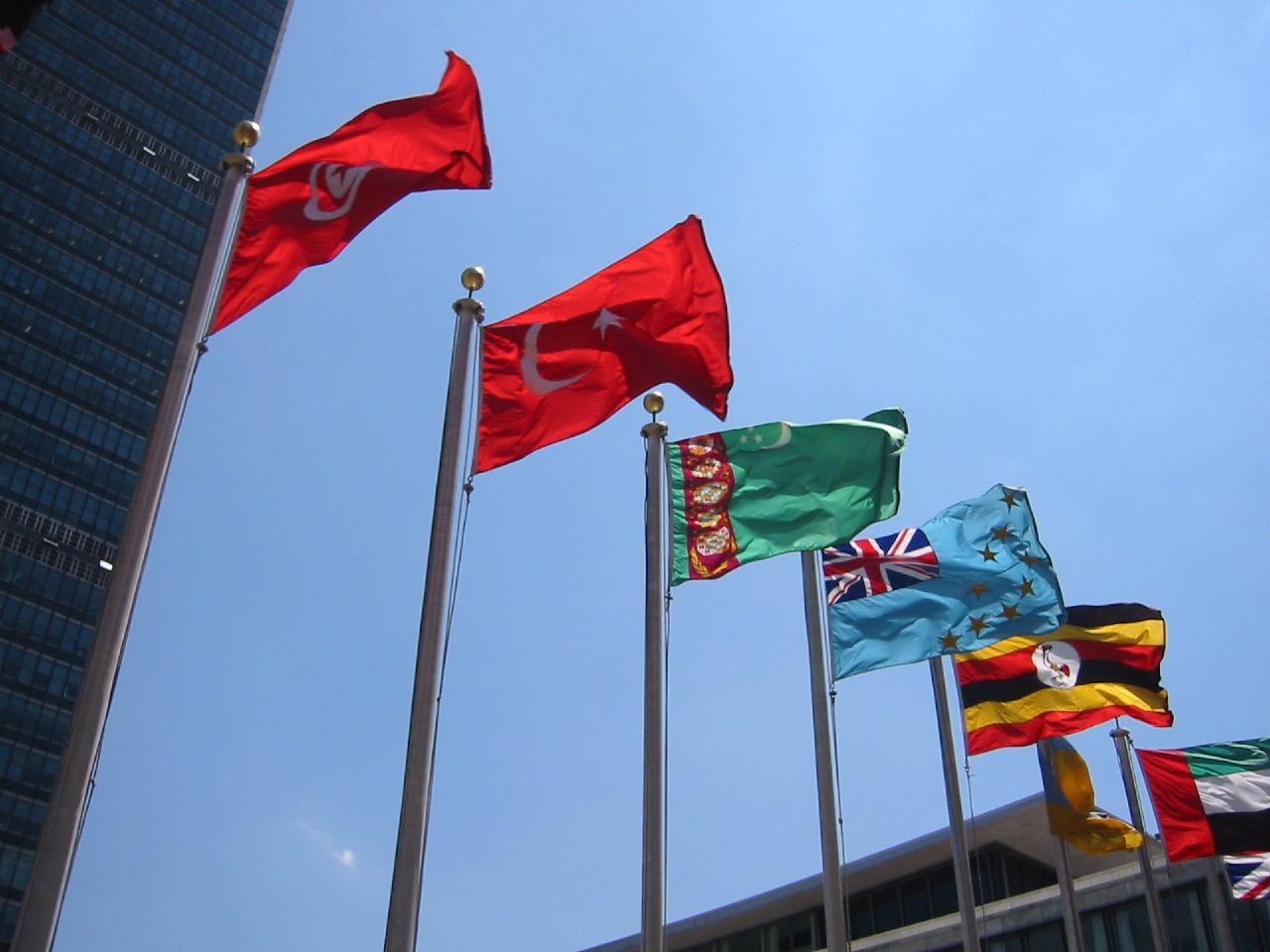
العلم التركمانستاني يرفرف في مبنى الامم المتحدة في مدينة نيويورك

أعتمد علم تركمانستان (بالتركمانية: Türkmenistanyň baýdagy) الحالي في 24 كانون الثاني - يناير من سنة 2001. يحتفل يوم الدولة والدستور في 18 مايو. تغير العلم في عام 2001 من 1:2 إلى 2:3 وأصبح الحقل الأخضر أفتح.

## الرمزية
اللونين الأخضر والأحمر يعدان من الألوان التاريخية للشعب التركمانستاني ويرمز اللون الأخضر كذلك إلى الدين الإسلامي السائد في البلاد بينما ترمز النجوم الخمسة الموجودة على العلم التركمانستاني إلى المناطق أو المحافظات الخمسة الموجودة في جمهورية تركمانستان وهي آخال، بلكان، داش‌أوغوز، لباب ومرو . يرمز الهلال الموجود في العلم إلى الامل المشرق لمستقبل البلاد. اما التصاميم الخمسة للسجاد الموجودة على الشريط الأحمر في العلم التركمانستاني فترمز إلى القبائل الخمسة الكبرى وهي ساريك - تيكي - يوموت - أرساري - تشاودور. أما غصني الزيتون فيرمزان إلى الحياد الدائم لجمهورية تركمانستان.

تيكي
أوموت
ساريك
شودور
أرساري

## تاريخ
في 19 شباط - فبراير من سنة 1992 أعتمد أول علم لجمهورية تركمانستان بعد نيلها الاستقلال عن الاتحاد السوفيتي في 27 تشرين الاول من سنة 1991 بعد ذلك تم تغير العلم في 1 شباط من سنة 1997 بإضافة إثنين من اغصان شجرة الزيتون في اسفل الشريط الأحمر للعلم. بعد ذلك تم تعديل العلم إلى النسخة الحالية المعتمدة كعلم رسمي للبلاد في 24 كانون الثاني من سنة 2001 وذلك بتغير بعض أجزاء العلم.

## أعلام سابقة

علم الجمهورية تركمانستانية السوفيتية الاشتراكية ما بين عامي 1919 - 1921
علم الجمهورية تركمانستانية السوفيتية الاشتراكية ما بين عامي 1921 - 1923
علم الجمهورية تركمانستانية السوفيتية الاشتراكية ما بين 1 آب من سنة 1953 إلى 27 تشرين الاول من سنة 1991
علم جمهورية تركمانستان ما بين 27 تشرين الأول من سنة 1991 إلى 19 شباط من سنة 1992
علم جمهورية تركمانستان ما بين 19 شباط من سنة 1992 إلى 1 شباط من سنة 1997
علم جمهورية تركمانستان ما بين 1 شباط من سنة 1997 إلى 24 كانون الثاني من سنة 2001